# Aachener Kammerchor
Der Aachener Kammerchor ist ein Chor aus Aachen, in dem Profi- und Amateur-Sängerinnen und Sänger anspruchsvollen geistliche und weltliche Chormusik aller Epochen und Stilrichtungen vortragen.
Der Chor wurde im September 1981 gegründet. Während seines Bestehens hat sich der Chor mit zahlreichen Konzerten in der Region Aachen, im Inland (Köln, Bonn, Hamburg, Berlin u. a.) sowie im Ausland (Niederlande, Italien, Frankreich, Österreich, Ungarn, Ägypten, Russland, Polen, Tschechien, Litauen) und durch Rundfunkaufzeichnungen einen Namen gemacht. Es besteht außerdem eine Kooperation mit dem Theater Aachen. Unter der Gesamtleitung von Marcus R. Bosch wurden bislang mehrere Lied-, Oratorien- und Opernwerke gemeinsam aufgeführt. Seit Sommer 1996 singt der Chor unter Leitung von Martin te Laak.
Im Chor sind etwa 30 Chorsänger und Chorsängerinnen Mitglieder, professionelle Musiker ebenso wie Laien, die es sich zum Ziel gesetzt haben, anspruchsvolle geistliche und weltliche Chormusik aller Epochen und Stilrichtungen zu pflegen. Sein Repertoire umfasst Werke von der Renaissance bis zur Avantgarde. Im Bereich der Gegenwart gehören Uraufführungen von Neuer Musik ebenso zum Programm wie die Einstudierung von Jazz- und Poparrangements oder folkloristischen Liedsätzen. Neben seinem Arbeitsschwerpunkt, der Beschäftigung mit A-cappella-Chormusik, führt der Aachener Kammerchor gelegentlich auch Werke der oratorischen Literatur aus Barock und Romantik auf.

## Auszeichnungen
Der Aachener Kammerchor ist Preisträger der internationalen Chorwettbewerbe von Spittal (Österreich) und Budapest (Ungarn). 1998 erhielt er einen ersten Preis beim Chorwettbewerb Nordrhein-Westfalen. 2010 war der Aachener Kammerchor Kategoriesieger beim Internationalen Robert-Schumann-Chorwettbewerb in Zwickau. Außerdem nahm er an den internationalen Chorfestivals von Fano (Italien) und Nizza (Frankreich) teil und war neben dem Madrigalchor Aachen, dem Chor Carmina Mundi und dem Jungen Chor Aachen Mitbegründer und Initiativchor der Internationalen Chorbiennale in Aachen. Auch Konzerte mit anderen bekannten Ensembles standen auf dem Programm, etwa mit dem Raschèr Saxophone Quartet oder mit dem Sinfonieorchester Aachen unter der Leitung von Marcus R. Bosch. Der Aachener Kammerchor nahm Rundfunkaufnahmen mit dem WDR und dem SFB auf und arbeitete an CD-Produktionen wie Alexanderfest (G. F. Händel, 2007) und Hohes Lied der Liebe (verschiedene Komponisten, 2011). Der Chor ist Mitglied im Verband Deutscher Konzertchöre (VDKC).